# سپاه دوم (بریتانیا)
سپاه دوم بریتانیا (انگلیسی: II Corps) سپاه پیاده‌نظام نیروی زمینی بریتانیا بود، که در سال ۱۸۱۵ تأسیس شد و در سال ۱۹۴۵ منحل گردید.
سپاه دوم، سپاهی از ارتش بریتانیا بود که هم در جنگ جهانی اول و هم در جنگ جهانی دوم حضور داشت. همچنین یک سپاه دوم کوتاه‌مدت در طول نبرد واترلو وجود داشت.